# ببر پادشاه
ببر پادشاه: قتل، ضرب و شتم و جنون (انگلیسی: Tiger King: Murder, Mayhem and Madness) یک مجموعه تلویزیونی مستند جرم و جنایت واقعی در مورد زندگی ژوزف شریبوگل است. در ۲۰ مارس ۲۰۲۰، در نت‌فلیکس منتشر شد.